# Dinko Ranjina
Dinko Ranjina (Dubrovnik, 1536. – Dubrovnik, 1607.), hrvatski je renesansni pjesnik iz Dubrovnika.

## Životopis
Rođen je u Dubrovniku kao vlastelin te je sedam puta biran za kneza Dubrovačke Republike, a 1588. izabran je u Veliko vijeće. Oženio se sestrom Frana Lukarevića.

Pokušao se baviti trgovinom u Messini da bi na posljetku došao u Firencu gdje je počeo pisati. Cosimo de' Medici primio ga je 1567. godine u Red svetog Stjepana (Sacro Militare Ordine di Santo Stefano Papa e Martire).
Poslanicu mu je napisao Maroje Mažibradić.

## Lirika

### Utjecaji
Pisao je pod utjecajem petrarkista, ali s bembističkim željama približavanja izraza pučkom govoru. Vraća se uzorima Antoniu Tebaldeu, Serafinu Aquilanu i ostalim talijanskim pjesmicima protiv kojih nastaje bembizam.

### Forma
Napisao je 27 talijanskih soneta u antologiji Rime scelte da diversi eccelenti autori iz 1563. godine, a glavno mu je djelo zbirka Pjesni razlike, posvećena Mihu Menčetiću.
Prvi je jedan dio svojih pjesama u dvanaestercima oslobodio unutarnje rime.

### Tematika
Većinom je pisao ljubavne pjesme, ali i duhovne i satiričke pjesme, zatim erotičko-idiličko pjesništvo i bukolike (Pastirske pjesni) te prijevode grčkih i rimskih pjesnika.

## Vanjske poveznice
- Dinko Ranjina: Pjesme
- Dinko Ranjina: Piesni razlike, izdanje 1850.
- Dinko Ranjina: Pjesni razlike  Arhivirana inačica izvorne stranice od 22. veljače 2020. (Wayback Machine), izdanje SPH
- Piesni raslike Dinka Ragnine, izdanje 1563.